# 하베트롯
하베트롯(Habetrot)은 영국의 요정으로, 북부 잉글랜드 및 저지대 스코틀랜드 사이의 국경선 민화에 등장하는 회전 및 물레와 관련된 캐릭터이다.
하베트롯의 특징들이 잘 알려진 민화는 셀커셔에 기록되었고 그녀를 다른 두 명의 스핀스터인 스캔틀리 마브(Scantlie Mab) 및 아우카산드(Owkasaánd)와 함께 등장시켜 하베트롯의 특징인 기형적인 입술과 각각 벌어진 발과 납작한 엄지를 보완시켰다. 이 이야기는 독일(세 스피너 이야기)과 노르웨이(세 이모)와 같은 국가에서 발견된 이야기와 관련이 있다.
국경의 민속에 따르면, "미결된 땅"(사산되거나 세례를 받지 않은 아이들의 무덤)에 발을 디딘 것은 불운한 일로 여겨졌으며, 그렇게 한 사람은 숨쉬기가 힘들고 사지가 떨리며 뜨거운 다리미에 닿은 것처럼 피부가 타는 병에 걸린다고 한다. 이것을 완화하는 유일한 방법은 고통받는 사람들이 40년 동안 방해받지 않은 농장 마당의 거름을 사용하여 밭에서 자란 아마포로 만든 자루를 쓰고, 하베트롯이 돌리고, 정직한 방앗간에서 정직한 표백제로 표백하고 정직한 재단사가 바느질하는 것이었다.

## 참고 문헌
- 캐서린 브릭스, 요정, 홉고블린, 브라우니, 보기 및 기타 초자연적 생물의 백과사전, "하베트롯", pp213–216ISBN 0-394-73467-X .